# Garzweiler

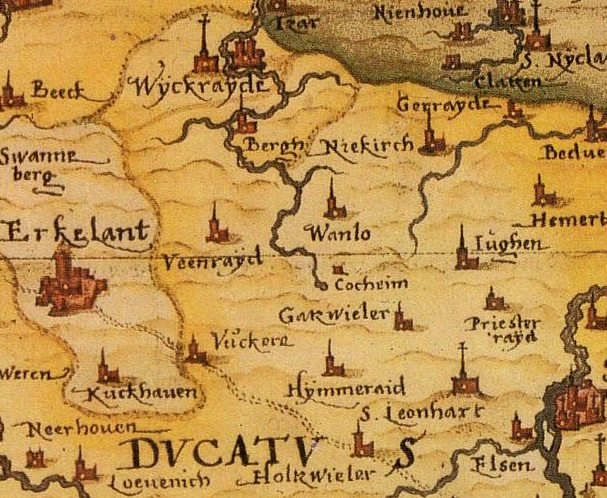
Lage der früheren Dörfer Garzweiler und Priesterath auf einer Karte von Christian Sgrothen von 1575

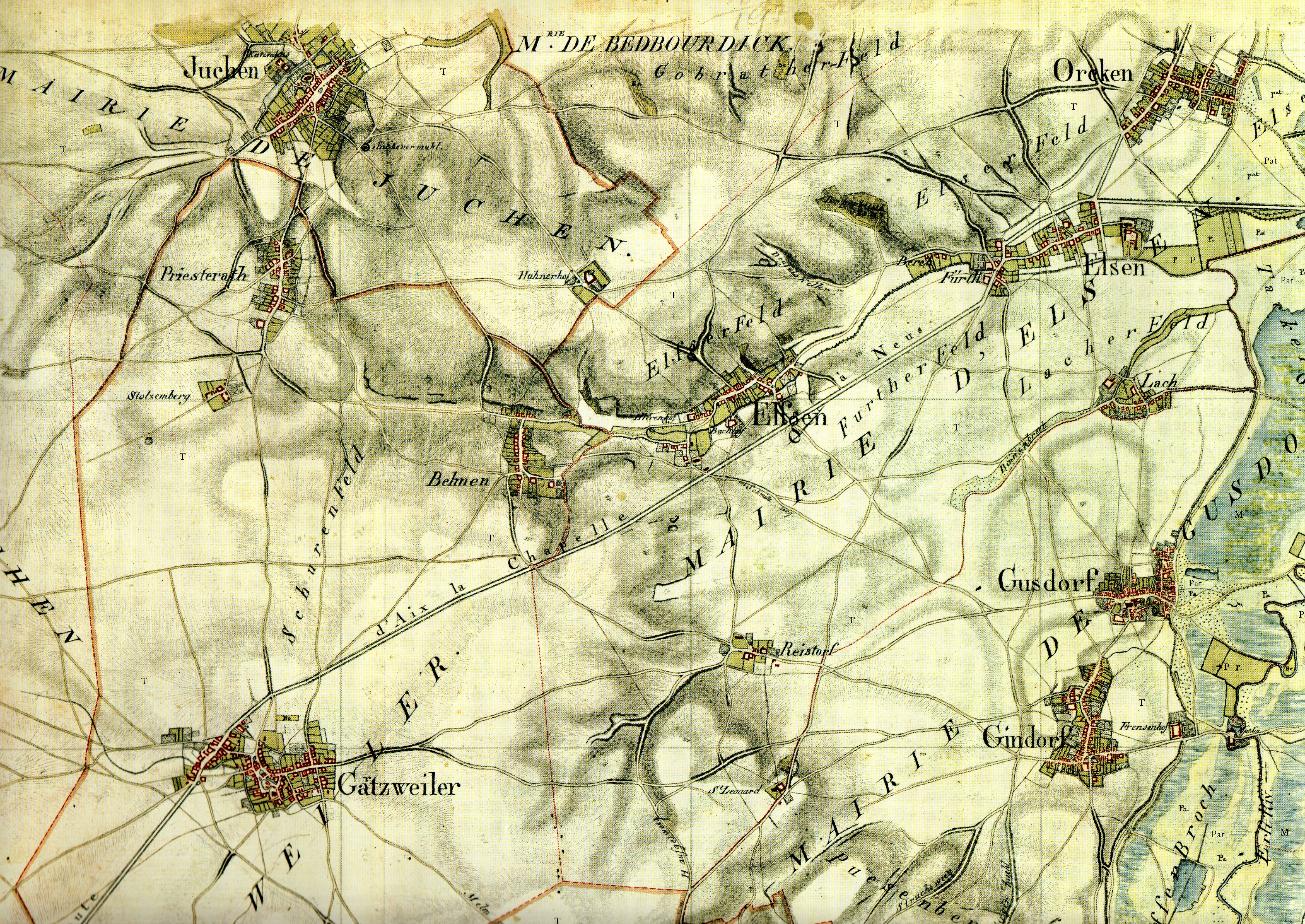
Garzweiler und Jüchen, Tranchotkarte von 1807

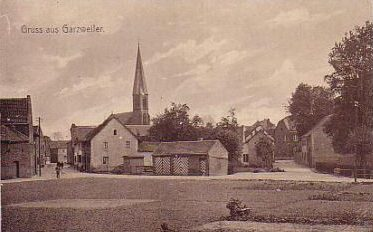
Ansichtskarte Alt-Garzweiler

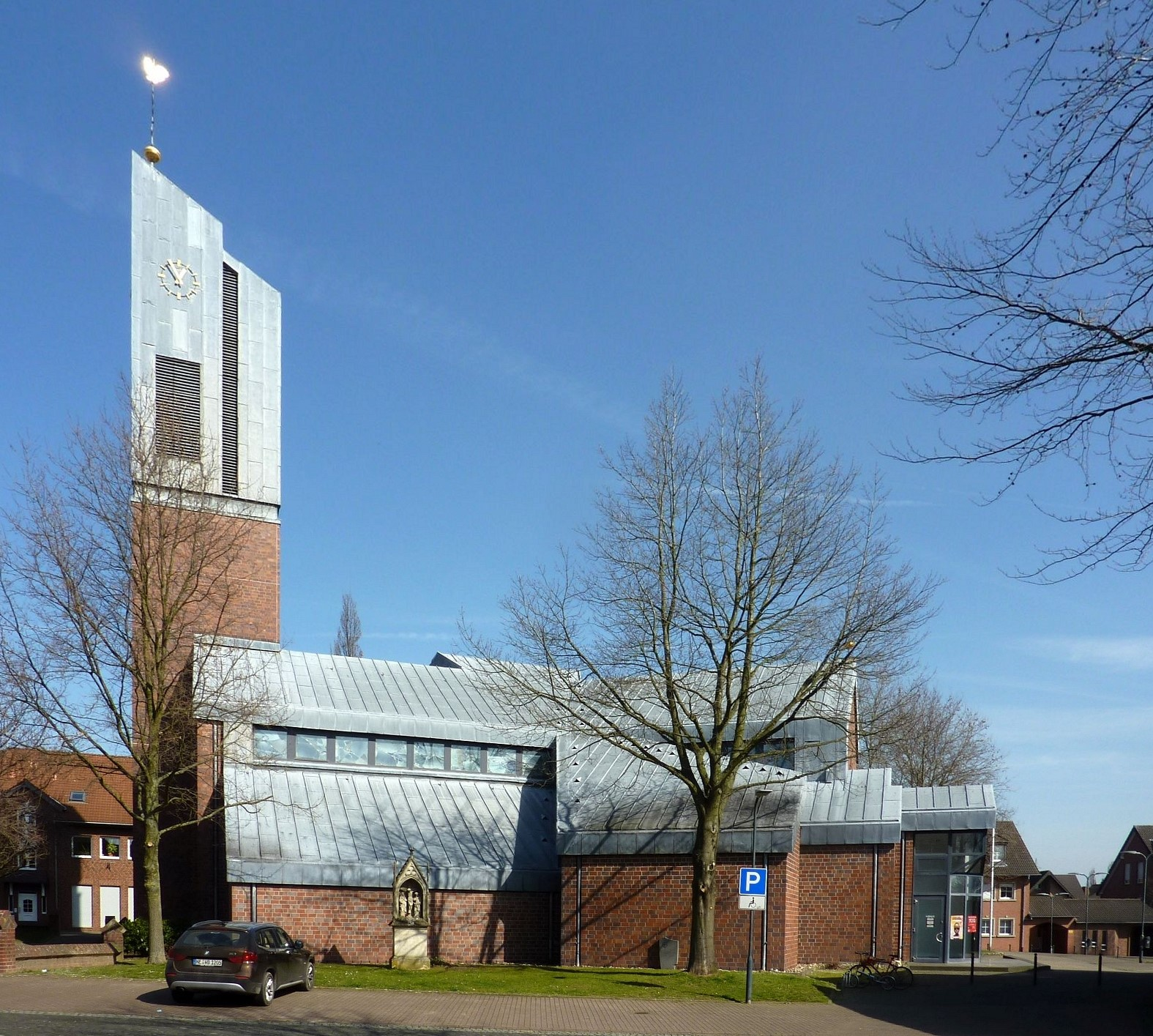
Neu St. Pankratius

Garzweiler ist ein Ortsteil der Stadt Jüchen im Rhein-Kreis Neuss in Nordrhein-Westfalen. Der früher weiter südlich gelegene Ort musste dem gleichnamigen Braunkohletagebau Garzweiler weichen und wurde 1984 bis 1989 an den heutigen neuen Standort umgesiedelt.

## Geographische Lage
Garzweiler liegt nordöstlich von Jüchen und grenzt im Osten an Herberath, im Norden an Kelzenberg und im Westen an Priesterath.
Das ursprüngliche Dorf (51° 4′ N, 6° 30′ O) lag östlich von Alt-Otzenrath und Pesch, die mittlerweile ebenfalls dem Tagebau weichen mussten.

## Geschichte

### Alt-Garzweiler

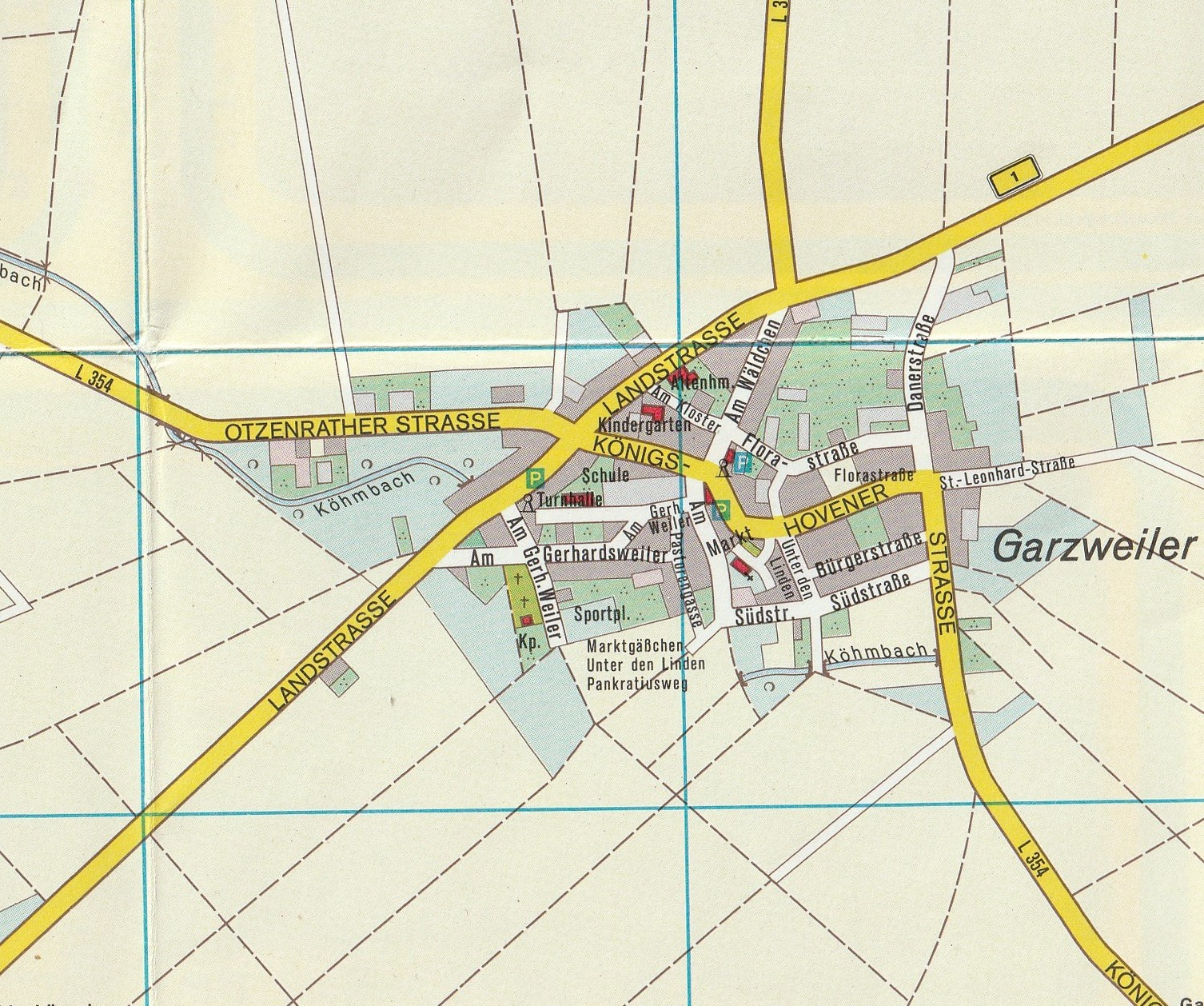
Alt-Garzweiler-Ortsplan

Der Ortsname wurde 1283 als Gartzwilre (= Gerhardswilere) in einer Urkunde des Kölner Stiftes Mariengraden genannt, in der bestimmt wird, dass der Zehnte aus Garzweiler dem Propst des Stifts direkt zufließen sollte.
1794 besetzten französische Truppen den Ort, und 1796 wurde die Mairie Garzweiler im Kanton Elsen des Arrondissement de Cologne im Département de la Roer eingerichtet. 1815 wurde daraus die preußische Bürgermeisterei Garzweiler.
Die Synagoge der jüdischen Dorfbewohner wurde 1938 in der Reichspogromnacht niedergebrannt.
Am 28. Februar 1945 wurde Garzweiler von westalliierten Truppen besetzt.
Am 1. Januar 1972 wurde die Ortschaft Jackerath (4,80 km² mit 763 Einwohnern) in die Gemeinde Titz umgegliedert. Am 1. Januar 1975 wurde Garzweiler mit den noch verbliebenen 17,10 km² nach Jüchen eingemeindet.
| Jahr          | Einwohner |
| ------------- | --------- |
| 1933          | 2562      |
| 6. Juni 1961  | 1970      |
| 27. Mai 1970  | 1791      |
| 30. Juni 1974 | 1841      |

### Umsiedlung und Abbruch von Alt-Garzweiler
1980 wurde der Norden Jüchens als Umsiedlungsstandort für das Dorf festgelegt. 1987 schloss die Grundschule. Im folgenden Jahr wurde das letzte Schützenfest gefeiert und das Altenheim geschlossen. Die verlassenen Häuser und Höfe wurden sofort eingeebnet. Auch die von 1858 bis 1860 errichtete neugotische Pfarrkirche St. Pankratius des späteren Wiener Baumeisters Friedrich von Schmidt wurde 1989 abgerissen. Orgel, Fenster und Taufbecken hat die Kirchengemeinde in die neue Pfarrkirche übernommen. Der Friedhof, der auch Gräber von jüdischen Garzweilern aufwies, wurde ebenso „umgesiedelt“. 1989 war die Umsiedlung abgeschlossen. Das verlassene und zerstörte Dorf nutzten einzelne Künstler und Fotografen für ihre Arbeiten. So schuf der Fotograf Andreas Magdanz 1997 eine dokumentarische Fotoserie. 60 Prozent der Gesamtbevölkerung von Alt-Garzweiler siedelten nach (Neu-)Garzweiler um.

### Neu-Garzweiler
Im Jahr 2000 erhielt der Ortsteil Neu-Garzweiler einen Sonderpreis für Denkmalpflege im Rahmen des Wettbewerbs Unser Dorf hat Zukunft. Der Zusatz „Neu“ wurde gestrichen und der neue Ortsteil nennt sich nur noch Garzweiler.

## Vereinsleben
- Die Schützenbruderschaft St. Sebastianus Bruderschaft Garzweiler um 1450, die laut einer Urkunde von 1550 bereits „seit Menschengedenken“ bestand.
- Der Sportverein VfL Viktoria Jüchen/Garzweiler 1908/1909 e. V., der am 1. Juli 1994 durch die Fusion der beiden Vereine FC Viktoria 09 Jüchen und VfL Eintracht 08 Garzweiler entstand. Der Verein betreibt Fußball, Leichtathletik und als Breitensport Turnen, Gymnastik und Aerobik.

## Persönlichkeiten
- Reiner Joseph Esser (* 1747 in Garzweiler; † 1834 in Arnsberg), Jurist, Regierungsrat und Dirigent der Liquidationskommission in Arnsberg